# Кісево
Кісево (пол. Kisewo) — село в Польщі, у гміні Ленчиці Вейгеровського повіту Поморського воєводства.
Населення — 154 особи (2011).
У 1975-1998 роках село належало до Гданського воєводства.

## Демографія
Демографічна структура станом на 31 березня 2011 року:
|          | Загалом | Допрацездатний вік | Працездатний вік | Постпрацездатний вік |
| -------- | ------- | ------------------ | ---------------- | -------------------- |
| Чоловіки | 70      | 15                 | 50               | 5                    |
| Жінки    | 84      | 19                 | 50               | 15                   |
| Разом    | 154     | 34                 | 100              | 20                   |